# Qarawat Bani Zeid
Qarawat Bani Zeid, en arabe : قراوة بني زيد, est un village du gouvernorat de Ramallah et Al-Bireh en Palestine. Il est situé à 22 km au nord-ouest de Ramallah et au centre de la Cisjordanie.
Selon le recensement du bureau central palestinien des statistiques, la localité compte une population de 3 415 habitants en 2017.